# 血紅擬革蓋菌
血紅擬革蓋菌，屬多孔菌科一種，是木棲腐生的中型菇類。該菇類偶見如台灣之中低海拔林區，夏秋兩季之間可見，一般來說，此種菇類無食用價值且有毒性之虞。